# Cryptocarya occidentalis
Cryptocarya occidentalis är en lagerväxtart som beskrevs av Van der Werff. Cryptocarya occidentalis ingår i släktet Cryptocarya och familjen lagerväxter. Inga underarter finns listade i Catalogue of Life.